# Classement Vuillemot
Le classement Vuillemot est le classement permanent des compétiteurs français de vol à voile inventé par Jean Vuillemot en 1983.
Jean Vuillemot (né en 1932, mort le 9 août 2022) est un vélivole français, également pilote de chasse dans l'Armée de l'air, et qui a terminé sa carrière comme général de brigade aérienne, connu notamment pour avoir effectué le 18 décembre 1974, alors qu'il était lieutenant-colonel, la première traversée du continent à la Corse en planeur. Au décollage de Vinon-sur-Verdon, à bord d'un Nimbus 2, il atteint 8000 m d'altitude en vol d'onde près de Fayence, survole la Méditerranée sur près de 200 km et atterrit à Solenzara.
Publié pour la première fois en 1983 dans Aviasport, ce classement annuel a été ensuite reconnu officiellement par la Fédération française de vol à voile sous le nom de classement Vuillemot. En 2010, il a été étendu au niveau international par la commission vol à voile (IGC) de  la Fédération aéronautique internationale. 